# Ernest Gold
Pour les articles homonymes, voir Gold et Ernest Gold (météorologue).
Ernest Gold est un compositeur américain d'origine autrichienne né le 13 juillet 1921 à Vienne (Autriche) et mort le 17 mars 1999 à Santa Monica (Californie).
Son fils, Andrew Gold (1950-2011), né de son premier mariage avec la chanteuse Marni Nixon, a fait également carrière comme chanteur et compositeur.

## Filmographie

### Cinéma
- 1945 : The Girl of the Limberlost
- 1946 : Smooth as Silk
- 1946 : Qui veut la peau du Faucon? (en) (The Falcon's Alibi) de Ray McCarey
- 1946 : Une fille perdue (That Brennan Girl)
- 1946 : G.I. War Brides (en)
- 1947 : Lighthouse
- 1947 : Wyoming
- 1947 : Philo Vance's Secret Mission
- 1947 : Exposed (en)
- 1948 : Picnic
- 1948 : Old Los Angeles (en)
- 1949 : Federal Agents vs. Underworld, Inc. (en)
- 1949 : King of the Rocket Men
- 1951 : The Family Circus
- 1951 : Georgie and the Dragon
- 1951 : Unknown World
- 1952 : Willie the Kid
- 1953 : Gerald McBoing-Boing's Symphony
- 1953 : Jennifer
- 1953 : Magoo Slept Here
- 1953 : Man Crazy
- 1954 : Karamoja (en)
- 1954 : The Other Woman
- 1955 : The Naked Street (en)
- 1956 : Gerald McBoing! Boing! on Planet Moo
- 1956 : Unidentified Flying Objects: The True Story of Flying Saucers
- 1956 : Edge of Hell
- 1956 : Running Target
- 1957 : Affair in Havana
- 1957 : The True Story of the Civil War
- 1957 : Man on the Prowl
- 1958 : The Screaming Skull
- 1958 : Une femme marquée (Too Much, Too Soon)
- 1958 : Wink of an Eye
- 1958 : La Chaîne (The Defiant Ones)
- 1958 : Tarzan's Fight for Life (en)
- 1959 : Ce monde à part (The Young Philadelphians)
- 1959 : La Bataille de la mer de corail (Battle of the Coral Sea)
- 1959 : Le Dernier Rivage (On the Beach)
- 1960 : Inherit the Wind
- 1960 : Exodus
- 1961 : Jugement à Nuremberg (Judgment at Nuremberg)
- 1961 : A Fever in the Blood (en)
- 1961 : El Perdido (The Last Sunset)
- 1962 : Pressure Point (en)
- 1963 : Un enfant attend (A Child Is Waiting)
- 1963 : Un monde fou, fou, fou, fou (It's a mad, mad, mad, mad world)
- 1965 : La Nef des fous (Ship of Fools)
- 1969 : Le Secret de Santa Vittoria (The Secret of Santa Vittoria)
- 1975 : The Wild McCullochs
- 1977 : Croix de fer (Cross of Iron)
- 1977 : Touche pas à mon gazon (Fun with Dick and Jane)
- 1979 : The Runner Stumbles (en)
- 1979 : Good Luck, Miss Wyckoff (en)
- 1980 : Tom Horn, le hors-la-loi (Tom Horn)
- 1982 : Safari 3000 (en)

### Télévision
- 1956 : The Gerald McBoing-Boing Show
- 1956 : Le Comte de Monte-Cristo (The Count of Monte Cristo)
- 1957 : La Grande Caravane
- 1957 : M Squad
- 1962 : McKeever and the Colonel (en)
- 1968 : Hawaï police d'État
- 1972 : Footsteps
- 1973 : The Small Miracle
- 1974 : Betrayal
- 1979 : Marciano
- 1979 : Letters from Frank
- 1985 : Wallenberg: A Hero's Story (en)
- 1986 : Dreams of Gold: The Mel Fisher Story
- 1988 : Lincoln

## Distinctions

### Récompenses
- Golden Globes 1960 : Golden Globe de la meilleure musique de film pour Le Dernier Rivage (On the Beach)
- Oscars 1961 : Meilleure musique originale pour Exodus